# Évelyne Brisou-Pellen
Pour les articles homonymes, voir Pellen.
Évelyne Brisou-Pellen est une romancière française, née le 21 septembre 1947 à Guer dans le Morbihan.

## Biographie

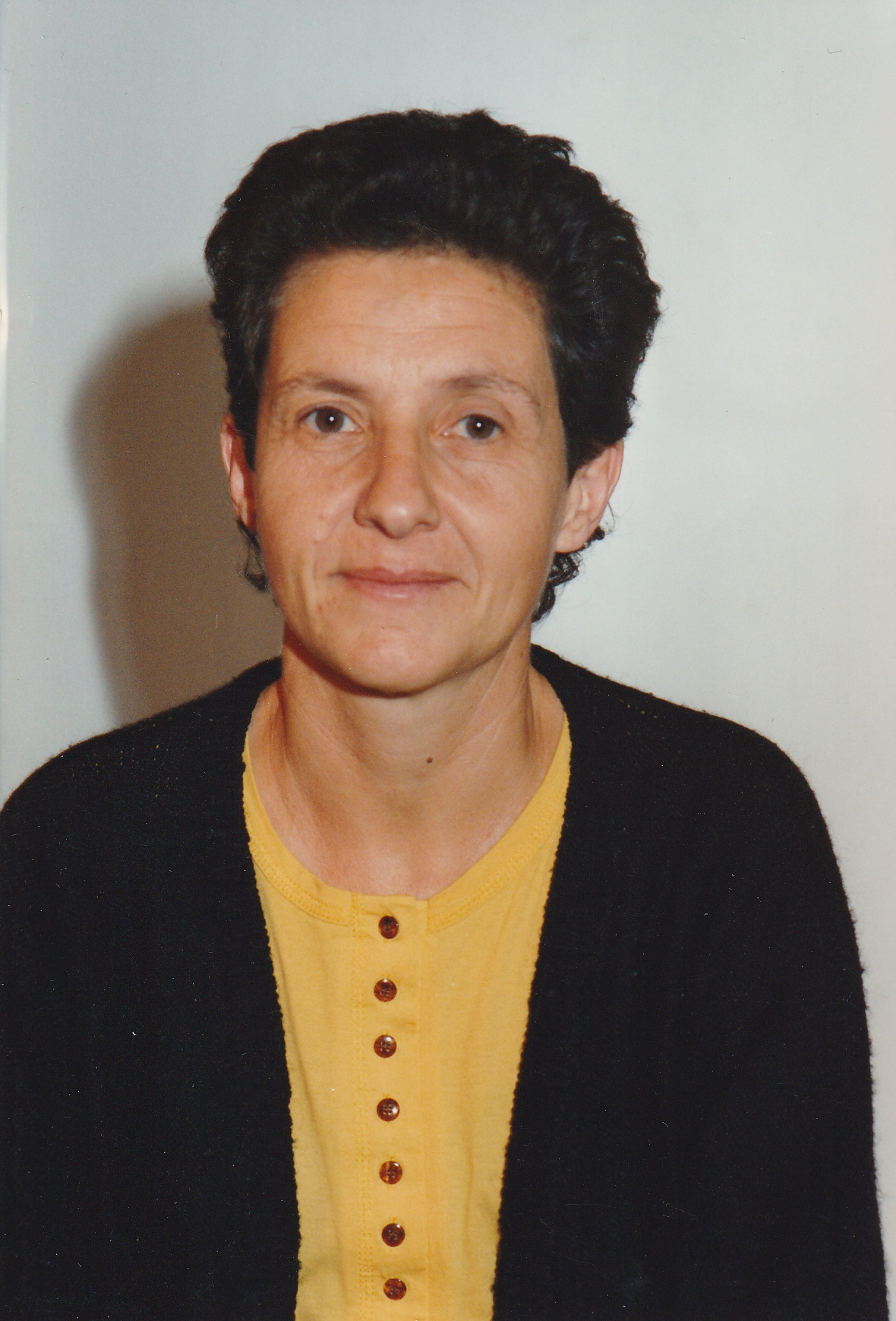
Evelyne Brisou-Pellen au Festival international de géographie en 1993.

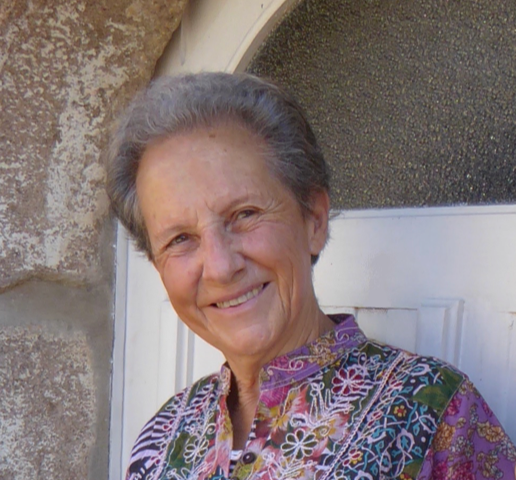
Évelyne Brisou-Pellen en 2020.

Née en 1947 en Bretagne, Évelyne Brisou-Pellen passe une partie de son enfance à Meknès au Maroc, puis revient en Bretagne. Elle suit des études de lettres et est ensuite brièvement enseignante. Elle interrompt sa carrière à la naissance de ses enfants.
Elle écrit depuis 1977. En 1978, elle commence à rédiger des histoires pour des revues de jeunesse. Son premier texte est publié dans Perlin et Pinpin de l'éditeur Fleurus mais c'est aux revues du groupe Bayard presse (Pomme d'Api, Les Belles Histoires de Pomme d'Api) qu'elle contribue le plus. 
En 1980, elle publie, chez Rageot, son premier roman intitulé Le Mystère de la nuit des pierres, suivi par La Cour aux étoiles deux ans plus tard. Elle reçoit le Grand Prix du livre pour la jeunesse en 1984 pour Prisonnière des Mongols,.
Avec une abondante œuvre romanesque, sa bibliographie compte plus de cent soixante titres pour sept millions de ventes en librairie,. Dans ses romans, elle explore différentes époques (présent, passé, futur), différents territoires (Bretagne, Grèce, Rome antique, Paris, Égypte, Civilisation des Aztèques, Chine, Italie, etc.) et différents genres (conte, policier, fantastique, héroïc fantasy, etc.),,. Elle est notamment l'autrice des séries historiques Garin Trousseboeuf, le jeune scribe vivant au XIVe siècle, de La Tribu de Celtill, qui se déroule à la période gallo-romaine, et de la série romanesque et historique Les Messagers du temps.
En 2022, sort La Maison des enfants trouvés, à lire dès onze ans. Le roman raconte l'histoire de Térence et Louyze qui recueillent un bébé dans la rue. C'est alors le début d'une aventure truffée d'énigmes dans le Paris du 18e siècle. 
Parallèlement, elle va régulièrement à la rencontre des jeunes lecteurs,,. 

## Récompenses et distinctions
Évelyne Brisou-Pellen reçoit de nombreux prix, dont le grand prix du livre pour la jeunesse en 1984 pour Prisonnière des Mongols.
En 2015, elle obtient le prix des Incorruptibles (niveau des classes de cinquième et quatrième) pour Le manoir, tome 1 : Liam et la Carte d'Éternité, qui avait déjà été lauréat du prix Gulli du roman en 2013.
En 2021, elle est lauréate du Prix Chateaubriand des collégiens pour son roman Derrière toi, La malédiction des 33, paru en septembre 2020 aux éditions Bayard Jeunesse.
Une école d'Ille-et-Vilaine porte son nom. 

## Décoration
- Chevalier de la Légion d'honneur (2025)[17].

## Œuvres

### SérieLes Protégées de l'Empereur
1. Meurtre au palais, Pocket jeunesse, 2007
2. Le Destin d'Alaïs, Pocket jeunesse, 2007
3. Droit dans le cœur, Pocket jeunesse, 2008
4. Les Sortilèges du feu, Pocket jeunesse, 2008

### SérieLes Messagers du temps
1. Rendez-vous à Alésia, Gallimard, 2009
2. Le Maître de Lugdunum, Gallimard, 2009
3. L'Otage d'Attila, Gallimard, 2009
4. Le Sceau de Clovis, Gallimard, 2010
5. L'Épée des rois fainéants, Gallimard, 2010
6. Le Noël de l'an 800, Gallimard, 2010
7. Hugues Capet et les chevaliers noirs
8. Le Faucon du Roi Philippe, 2011
9. Le Chevalier de Saint Louis, 2011
10. Le Royaume d'Osiris, 2011

### SérieYsée
1. Le Reliquaire d'argent, Bayard Jeunesse, 2010
2. Les Diamants bleus, Bayard Jeunesse, 2011
3. Le Pas de la dame blanche, Bayard Jeunesse, 2012

### SérieGarin Trousseboeuf
1. L'Inconnu du donjon, 1997
2. L'Hiver des loups
3. L'Anneau du Prince Noir
4. Le Souffle de la salamandre
5. Le Secret de l'homme en bleu
6. L'Herbe du diable
7. Le Chevalier de Haute-Terre
8. Le Crâne percé d’un trou
9. Les Pèlerins maudits
10. Les Sorciers de la ville close
11. Le Cheval indomptable
12. La Tour de Londres, Gallimard Jeunesse, 2013

### Le monde fantastique duManoir

#### SérieLe Manoir
1. Liam et la Carte d'éternité, Bayard Jeunesse, 2013, Prix Gulli-du-roman 2013[14] et Prix des Incorruptibles 2015[13] (niveau 5e/4e)
2. Cléa et la Porte des fantômes, Bayard Jeunesse, 2013
3. Alisande et le Cercle de feu, Bayard, 2014
4. Nic et le Pacte des démons, Bayard, 2014
5. Lou et l'Île maudite, Bayard, 2015
6. Alec et le Strigoï, Bayard, 2015

Bandes Dessinées

1. Liam et la Carte d’éternité BD 1/2, Bayard Jeunesse, 2022
2. Liam et la Carte d'éternité BD 2/2, Bayard Jeunesse 2023

#### SérieLe Manoir - Saison 2: L'Exil
1. Le Collège de la délivrance, Bayard Jeunesse, 2016
2. L'Antre des secrets, Bayard Jeunesse, 2016
3. Le Paquebot de la dernière chance, Bayard Jeunesse, 2017
4. Le Phare des brumes, Bayard Jeunesse, 2018
5. La Forteresse de l'oubli, Bayard Jeunesse, 2018
6. Le Château de la révélation, Bayard Jeunesse, 2019

### SérieDerrière toi
1. La Malédiction des 33, Bayard Jeunesse, 2020, réédité en 2024 par Hachette poche
2. L'Appel des naufragés, Bayard Jeunesse, 2021, réédité en 2024 par Hachette poche
3. Le Mystère de la chambre noire, Bayard Jeunesse, 2022

### SérieL’enfance des dieux
1. L’enfance des dieux – Zeus, Pocket 2021
2. L’enfance des dieux – Athéna, Pocket 2021
3. L’enfance des dieux - Apollon & Artémis, Pocket 2021
4. L’enfance des dieux – Hermès, Pocket 2021
5. L’enfance des héros – Persée, Pocket 2022
6. L’enfance des héros – Héraclès, Pocket 2022
7. L’enfance des dieux – Dionysos, Pocket 2023
8. L’enfance des héros – Achille, Pocket 2023

### SérieJohn Keskessé
1. John Keskessé I – Le secret des souterrains, Bayard Jeunesse, 2021
2. John Keskessé II - La tête à l'Envers, Bayard. 2022
3. John Keskessé III – La quête du dragon, Bayard. 2023

### Romans indépendants
- Monsieur Jour et Madame Nuit, Fleurus (Perlin et Pinpin), 1979
- Les Korrigans, Contes et Légendes Autour du Monde, 1979
- La Porte de nulle-part, Bayard-Presse. Belles Histoires, 1980
- Le Mystère de la nuit des pierres, Rageot, 1980
- Les Gâteaux puzzle, Bayard. Pomme d’Api, 1980
- C'est ta Faute, Bayard-Presse Pomme d’Api, 1981
- La Cour aux étoiles, Rageot, 1982
- La Ficelle d'Axelle, Bayard-Presse Astrapi, 1982
- Mots croisés, mots fléchés, Buissonnières, 1983
- Les Maîtres du feu, Bayard-presse. Je Bouquine, 1984
- Prisonnière des Mongols, Rageot, 1984
- L'Étrange Chanson de Svelti, Flammarion, 1985
- La Grotte des Korrigans, Bayard-presse. J’aime lire, 1985
- L'Homme rouge de Hang-Tchéou, Bayard-presse. Je Bouquine, 1985
- Le Maître de la septième porte, Rageot, 1986
- Le Trésor des Aztèques, Flammarion, 1987
- Le Défi des druides, Rageot, 1988
- Le Mystère de la nuit des pierres, Rageot, 1989
- Deux ombres sur le pont, Hachette, 1990
- Le Trésor des deux chouettes, Rageot, 1991
- Contes traditionnels de Bretagne, Milan, 1992
- Le Monstre du C.M.1, Scanédit, 1993
- L'Héritier du désert, Rageot, 1993
- Les Cinq Écus de Bretagne, Hachette, 1993 
  - Ar Pemp Skoed a Vreizh (Les Cinq Écus de Bretagne), traduction de Mark Kerrain, Al Liamm, 2006
- Les Portes de Vannes, Hachette, 1993
- La Voix du volcan, Rageot, 1993
- Le Fantôme de maître Guillemin, Gallimard, 1993
- L'Homme rouge de Hang Tcheou, Milan, 1994
- Le Roi de Trouille les Pétoches, Rageot, 1994
- Le Vrai Prince Thibault, Rageot, 1994
- À l'heure des chiens, Rageot, 1995
- La Vraie Princesse Aurore, Rageot, 1995
- La Fille du comte Hugues, Casterman, 1995
- La Vengeance de la momie, Hachette, 1995
- La Bague aux trois hermines, Milan, 1995
- La Griffe des sorciers, Rageot, 1996
- Le Grand Amour du bibliothécaire, Casterman, 1996
- L'Année du deuxième fantôme, Hachette, 1996
- L'Incroyable Retour, Nathan, 1997
- La Vie au Moyen Âge, Nathan, 1997
- Comment vivre sept vies sans avoir mal aux pieds, Rageot, 1997
- Un si terrible secret, Rageot, 1997
- L'Inconnu du donjon, Gallimard, 1997
- Un roi beaucoup trop gourmand, Bayard, 1997
- Le Jongleur le plus maladroit, illustrations Christophe Merlin Nathan coll Demi-lune, 1998
- L'Hiver des loups, illustrations Nicolas Wintz, Gallimard Jeunesse, 1998
- Le Philtre d'amour, illustrations Irina Karlukovska Nathan coll Demi-lune, 1998
- L'Étrange Chanson de Svetie, Flammarion Père Castor, 1998
- La Momie engloutie, Pocket, 1998
- La Colère du dieu Lune, Pocket, 1998
- La Cités des scribes, Pocket, 1998
- Le Réveil du sphinx rouge, Pocket, 1998
- La Plume d'or du grand faucon, Pocket, 1998
- Le Triomphe de la bastet, Pocket, 1998
- Le Crâne percé d'un trou, illustrations Nicolas Wintz, Gallimard Jeunesse, 1998
- Mon extraterrestre préféré, Rageot, 1999
- Mystère au point mort, Rageot, 1999
- Le Trésor des Aztèques, Flammarion Père Castor, 1999
- La Plus Grosse Bêtise, Rageot, 1999 ; 2004
- Le Roi de trouille les pétoches, Rageot, 1999 ; réédition en 2009 aux Éditions Éveil et Découvertes
- Les Pèlerins maudits, illustrations Nicolas Wintz, Gallimard Jeunesse, 1999
- Himalaya : L'Enfance d'un chef, pocket jeunesse, illustration de Tenzing Norbu Lama, 1999, adaptation au cinéma Himalaya : L'Enfance d'un chef d'Éric Valli, 1999
- La Vie au Moyen Âge, Nathan, 1999
- La Maison aux 52 portes, Pocket, 2000
- Du venin dans le miel, Rageot, 2000
- Qu'est-ce que tu as, la mouche ?, illustrations Fabrice Turrier, Nathan coll Demi-lune, 2000
- Les Sorciers de la ville close, illustrations Nicolas Wintz, Gallimard Jeunesse, 2000
- Un cheval de rêve, illustrations Marc Lizano, Nathan, 2000
- La Porte de nulle-part, illustrations Pierre Denieuil, Bayard, 2001
- Le Chevalier de Haute-Terre, illustrations Nicolas Wintz, Gallimard Jeunesse, 2001
- Un amour éternel, Rageot, 2001
- La Vengeance de la momie, Hachette Jeunesse, 2001
- Un trésor à l'orphelinat, Rageot, 2001
- Les Disparus de la malle-poste, Gallimard Jeunesse, 2001
- Le Signe de l'aigle, J'ai lu, 2001 ; Casterman, 2005
- Les Trois Souhaits de Quentin, illustrations Thierry Christmann, Rageot, 2001
- Contes traditionnels de Bretagne, Milan, 2001
- Deux graines de cacao, Hachette Jeunesse, 2002
- Les Enfants d'Athéna, Hachette Jeunesse, 2002
- Le Chat de l'empereur de Chine, Milan, 2002
- L'Herbe du diable, Gallimard Jeunesse, 2002
- Un cheval de rêve, Nathan, 2002
- L'Année du deuxième fantôme, illustrations Evelyne Drouhin, Hachette Jeunesse, 2002
- De l'autre côté du ciel, Gallimard Jeunesse, 2002
- C'est ta faute !, illustrations Antoine Guillopé, Milan, 2002
- Le Secret de l'homme en bleu, illustrations Nicolas Wintz, Gallimard Jeunesse, 2003
- La Dernière Étoile, Bayard Jeunesse, 2003
- Piège pour Iphigénie, illustrations Elène Usdin, Nathan Jeunesse, 2003
- Le Soleil d'Orient, Milan, 2003
- À l'heure des chiens, Rageot, 2004
- Une croix dans le sable, Hachette Jeunesse, 2004
- L'Anneau du Prince noir, Gallimard, 2004
- Temps d'orage pour Oreste, Nathan, 2004
- Le Signe de l'aigle, Casterman, 2005
- Le Jour où le ciel a parlé (La Tribu de Celtill), Rageot, 2005
- Le Souffle de la salamandre, Gallimard, 2005
- Les Treize Coups de minuit (in La Danse des maudits, 10 histoires du Moyen Âge), Rageot, 2005
- Un cheval de rêve, Nathan poche, 2005
- Le Réveil d'Iphigénie, Nathan, 2005
- Cadeau mortel (cinq nouvelles), Rageot, 2005
- Le Jongleur le plus maladroit, Nathan Poche, 2005
- La Malédiction du sanglier (La Tribu de Celtill), Rageot, 2005
- Romulus et Rémus, les fils de la louve, Pocket, 2006
- Le Fils de mon père, Le Livre de Poche jeunesse, 2006
- Les Six Têtes de l'hydre (La Tribu de Celtill), Rageot, 2006
- La Lumière du Menhir (La Tribu de Celtill), Rageot, 2006
- Le Philtre d'Amour, Nathan, 2006
- Le Vrai Prince Thibault, Rageot, 2006
- Le Cheval indomptable, Gallimard, 2006
- Le Roi de trouille les pétoches, Éditions Éveil et Découvertes, 2009
- Le Dernier espoir de Lucas, Éditions Millefeuille, 2011
- Contes traditionnels de Bretagne, Coop-Breizh, 2016
- Contes traditionnels de Bretagne - Rions, Coop-Breizh, 2017
- Thésée, Ariane et le Minotaure, Gallimard, 2017
- John et le royaume d'en bas, Bayard jeunesse, 2019
- John et le royaume d'en bas : la galerie des copains, Bayard jeunesse, 2019
- Moi, Vasco, messager de Verdun, héros sans le savoir, Nathan, 2020
- Danse Isadora !, Scrineo, 2020
- Le Diamant du dieu crocodile, Scrineo, 2020
- Le corbeau, le renard et la raton laveur, Milan, 2021
- Contes de Princes et de Chevaliers, Coop Breizh, 2022
- La maison des enfants trouvés , Albin Michel, 2022
- La Voix du volcan, Nathan, 2022
- Neuf ans après , Scrineo, 2022
- L'œuf de dinosaure, Belin, 2022
- Chevaliers de la Table Ronde, Coop Breizh, 2022
- C'est ta faute, Coop Breizh, 2023
- Ugo et les chevaliers de Bouvines, Scrineo, 2023
- Agatha, Charlie et moi, Albin Michel, 2024

### Autre
Durant la crise du Covid-19 en 2020, elle a participé à un collectif d’auteurs et d’autrices (Cassandra O'Donnell, Carina Rozenfeld, Jean-Luc Marcastel, Silène Edgar, Thomas Andrew, Sebastian Bernadotte, Anne-Marie Desplat-Duc, Laurence Colin, Katia Lanero Zamora, Camille Salomon, Anna Combelle, Stéphane Tamaillon, Solène Chartier, Carole Jamin) qui ont mis des histoires en libre de droit sur le site Kilitoo, proposant ainsi aux enfants de deux à quinze ans un vaste choix de lectures basées sur le fantastique, la fantasy et l’imaginaire.